# 사이버 브랜치
사이버 브랜치(Cyber branch)은 기업의 구매, 판매, 급여 및 현금 관리 등 자금의 모든 흐름을 은행 전산망과 연결시켜 실시간으로 관리할 수 있게 하는 통합자금관리 시스템을 말한다.
기업 내부에 가상의 은행을 설치하는 것이라고 할 수 있다. 사이버 브랜치 이용 전에는 경리부 직원들이 계좌 수십 개씩 맡아 해당 은행 인터넷뱅킹에 접속하여 일일이 잔액을 조회해야 했는데, 사이버 브랜치를 이용하면 간단한 프로그램을 조작해 계좌별 잔액과 총액을 모니터에서 실시간으로 확인할 수 있다. 수십 개의 계정 관리가 쉬워져 자금을 관리하는 시간과 비용을 크게 절감할 수 있는 장점이 있다. 또 모든 자금의 관리가 전산 시스템에서 투명하게 이루어지기 때문에 감사 부서가 실시간으로 감시할 수 있어 기업의 신뢰도와 투명성을 높일 수 있다.
대출업무보다 금융업무 대행 수수료로 얻는 순이익이 높기 때문에 은행들끼리도 유치 경쟁에 열을 올리고 있는 실정이다.